# Bericht über den Deutschlandbesuch des UN-Sonderberichterstatters für das Recht auf Bildung
Am 21. März 2007 legte UN-Sonderberichterstatter für das Menschenrecht auf Bildung, Vernor Muñoz, in Genf seinen Deutschlandbericht vor. Muñoz hatte im Frühjahr 2006 zehn Tage lang die Bundesrepublik Deutschland bereist.
Ein vorläufiger Bericht war der Regierung und der KMK-Konferenz vorab vertraulich zur Kommentierung vorgelegt worden.

## Grundlagen der Bewertung
Grundlage der Beurteilung waren die auch von Deutschland unterzeichneten völkerrechtlichen Verträge, die das Recht auf Bildung betreffen: die allgemeine Menschenrechtserklärung, der Internationale Pakt über wirtschaftliche, soziale und kulturelle Rechte, die Konvention über die Rechte des Kindes, die Europäische Sozialcharta, den Internationalen Pakt über wirtschaftliche, soziale und kulturelle Rechte, den Internationalen Pakt über bürgerliche und politische Rechte, die Internationale Konvention über die Beseitigung aller Formen von rassischer Diskriminierung, die Konvention über die Beseitigung aller Formen von Diskriminierung gegen Frauen, die Konvention gegen Folter und andere grausame, unmenschliche oder abwertende Behandlung oder Bestrafung, die Konvention über die Rechte des Kindes das Zusatzprotokoll über Kinderhandel, Kinderprostitution und Kinderpornographie, die Europäische Konvention über Menschenrechte und die Europäische Sozialcharta.
Außerdem wurde seit 2001 das Übereinkommen über die Rechte von Menschen mit Behinderungen vorbereitet. Es wurde am 13. Dezember 2006 verabschiedet und trat am 3. Mai 2008 in Kraft, in Deutschland am 26. März 2009. Deutschland gehörte zu den mehr als achtzig Mitgliedsstaaten, die bereits am 30. März 2007 sämtliche Teilverträge des Abkommens unterzeichneten. Artikel 24 fordert im englischen Text die inklusive Bildung, in der deutschen Übersetzung die integrative Bildung.

## Reaktionen auf den vorläufigen Bericht
Im Februar 2006 inspizierte er das deutsche Bildungssystem; während einer zehntägigen Reise besuchte er verschiedene Bildungseinrichtungen, sprach mit Wissenschaftlern, Politikern sowie Eltern- und Lehrervertretern. Dabei kritisierte Muñoz unter anderem die wachsenden Kompetenzen der deutschen Bundesländer in der Bildung (vgl. Föderalismusreform). Durch die weitreichenden Befugnisse sei es schwierig, eine einheitliche Qualität der Bildung zu gewährleisten. Muñoz wies zudem darauf hin, dass Bildung in Deutschland durch mangelnde Chancengleichheit geprägt sei; sie sei wie in keinem anderen entwickelten Land von den Vermögensverhältnissen der Eltern abhängig. Ebenfalls negativ wertete er den frühen Zeitpunkt der Aufteilung der Schüler nach dem 4. Schuljahr auf weiterführende Schulen. Außerdem kritisierte er, dass Kindergartenplätze in Deutschland kostenpflichtig seien. Muñoz bestätigte mit seinen Beobachtungen Aussagen der PISA-Studien und der protestierenden Studierenden 2005/2006, handelte sich aber auch die Kritik ein, während eines zehntägigen Besuchs könne man nicht in dieser Absolutheit das Bildungssystem eines Landes bewerten.
Im Anschluss an die Reise empfahl Muñoz der deutschen Regierung, das mehrgliedrige Schulsystem, das sich „auf arme Kinder und Migrantenkinder sowie Kinder mit Behinderung negativ“ auswirke, noch einmal zu überdenken.
Im Zuge der Vorveröffentlichung versuchte die Kultusministerkonferenz, den Sonderberichterstatter des Menschenrechtsrats zu einer Änderung seines Berichts zu bewegen. Dieser sah hierfür jedoch keinen Anlass.

## Inhalte des Berichts

### Gliederung
Im Verlaufe seines Besuchs hat der Sonderberichterstatter die Umsetzung des Rechtes auf
Bildung im Lichte von vier Querschnittsthemen analysiert:
1. die Auswirkungen des deutschen föderalen Systems,
2. die Reform des Bildungssystems, die infolge der Ergebnisse des OECD-Programms zur internationalen Bewertung von Schülerleistungen(PISA) durchgeführt wurde,
3. die Struktur des Bildungswesens,
4. der Paradigmenwechsel bei der Migration in Verbindung mit demographischen Veränderungen und sozioökonomischen Faktoren.

Gegliedert ist der Bericht in fünf Kapitel:
I. Das Recht auf Bildung:Grundsätze, Normen und Standards
a. Internationaler rechtlicher Rahmen
b. Innerstaatliche rechtliche Rahmenwerke und nationale Politiken II. Wichtige Aspekte des deutschen Bildungssystems
III. Die Bildungsreform im Lichte des PISA-Programms der OECD

IV. Bildungspolitische Herausforderungen
a. Gesellschaftliche und bildungspolitische Chancen
b. Bildung von Kindern mit Migrationshintergrund
c. Bildung von Kindern mit Behinderungen
d. Erziehung und Betreuung in der Frühen Kindheit
V. Schlussfolgerungen und Empfehlungen

### Inhalte
In der Zusammenfassung des Berichts heißt es:
Es „haben zahlreiche Untersuchungen, die im Rahmen des PISA-Programms durchgeführt wurden, gezeigt, dass in Deutschland ein enger Zusammenhang zwischen sozialem/Migrationshintergrund der Schüler und den Bildungsergebnissen besteht. Dies war u. a. auch ein Auslöser der Bildungsreform. Die Reform wird vor allem von der Notwendigkeit bestimmt, ein System zu schaffen, das den spezifischen Lernbedürfnissen jedes einzelnen Schülers besser entgegenkommt. In dieser Hinsicht legt der Sonderberichterstatter der Regierung eindringlich nahe, das mehrgliedrige Schulsystem, das selektiv ist und zu einer Form der De-facto-Diskriminierung führen könnte, noch einmal zu überdenken. In der Tat geht der Sonderberichterstatter davon aus, dass bei dem Auswahlprozess, der im Sekundarbereich I stattfindet (das Durchschnittsalter der Schüler liegt abhängig von den Regelungen der einzelnen Länder bei 10 Jahren) die Schüler nicht angemessen beurteilt werden und dieser statt inklusiv zu sein exklusiv ist. Er konnte im Verlaufe seines Besuchs beispielsweise feststellen, dass sich diese Einordnungssysteme auf arme Kinder und Migrantenkinder sowie Kinder mit Behinderungen negativ auswirken.“
„Im Hinblick auf Kinder von Migranten und Kinder mit Behinderungen vertritt der Sonderberichterstatter die Auffassung, dass es notwendig ist, Aktionen einzuleiten, um soziale Ungleichheiten zu überwinden und um gleiche und gerechte Bildungsmöglichkeiten für jedes Kind sicherzustellen, insbesondere für diejenigen, die dem marginalisierten Bereich der Bevölkerung angehören.“

## Forderungen
1. Wandel von einem selektiven Bildungssystem zu einem System, bei dem das Individuum unterstützt wird
2. größere Unabhängigkeit der Schulen
3. Verbesserung der Bildungsinhalte und Methoden, insbesondere durch eine systematische Sprachausbildung der Migranten
4. Verstärkung der demokratischen Schulkultur
5. verstärkte Kindergartenangebote, die Einführung von Ganztagsschulen und den Verzicht auf ein gegliedertes Schulsystem
6. eine andere Ausbildung für Lehrer, die nicht nur in einem Fachgebiet spezialisiert sein sollten, sondern auch auf pädagogischer Ebene
7. stärkere Investitionen und mehr Finanzmittel für frühkindliche Unterstützung.[4]

## Reaktionen auf den Bildungsbericht
Jürgen Zöllner, der Präsident der Kultusministerkonferenz, kritisierte u. a. dass Muñoz angeblich feststelle, dass es keine Hinweise auf einen Zusammenhang zwischen Schulsystem und Schulerfolg gebe, aber dennoch eine grundlegende Änderung der deutschen Schulstruktur fordere. Tatsächlich heißt es jedoch im Bericht, dass nur PIRSL und PISA keinen Zusammenhang herstellen, da dies nicht ihre Aufgabe sei, dass aber sehr wohl verschiedene Elemente auf diesen Zusammenhang hindeuten. Weiterhin wandte sich Zöllner eindeutig gegen Muñoz’ Vorschlag, Homeschooling zuzulassen, da dies die Gefahr von Parallelgesellschaften berge.
Im Bundestag wurde für den 29. März 2007 eine Behandlung des Berichts einberaumt.
Die Gewerkschaft Erziehung und Wissenschaft (GEW) begrüßten den Bericht und forderten, die „groteske Kritik“ an dem Menschenrechtsbeobachter fallen zu lassen und stattdessen seinen Vorschlag aufzugreifen, das Problem der Bildungsbenachteiligung weiter zu erforschen.
Einige deutsche Bildungspolitiker widersprachen den Thesen des UN-Inspektors. Bayerns Kultusminister Siegfried Schneider warf Muñoz vor, die Qualität der beruflichen Bildung in Deutschland völlig außer Acht zu lassen und an einem einzigen Besuchstag nicht adäquat auf das bayerische Schulsystem eingehen zu können.
Der Deutsche Lehrerverband kritisierte, dass Muñoz nur auf die Sekundarstufe I eingegangen sei. Der Deutsche Philologenverband verwies darauf, dass Muñoz den Stellenwert der beruflichen Bildung in Deutschland ignoriere.

## Antwort der Bundesregierung
Zunächst hatte die Regierung in Abstimmung mit der Kultusministerkonferenz auf der 4. Sitzung des VN-Menschenrechtsrates am 21. März 2007 Stellung genommen. Eine weitere Stellungnahme wurde nach Aussage des Parlamentarischen Staatssekretärs Andreas Storm vom 7. November 2007 nicht für nötig gehalten, anlässlich von PISA 2006 sollten die Ergebnisse kommentiert werden. Die Verantwortung für die Umsetzung des Rechts auf Bildung trügen grundsätzlich die Länder.
Im April 2009 legte die Bundesregierung eine dreiseitige Stellungnahme vor. Munoz bezeichnete die Darstellung als „dünn“. Er empfahl unter anderem, den Anspruch auf Inklusion gerichtlich einzuklagen, Deutschland sei Teil des Internationalen Völkerrechts.

## Kritik an den Reaktionen
Von einer großen deutschen Tageszeitung, dem bildungspolitischen Sprechern der FDP und dem Präsidenten des Deutschen Lehrerverbandes kamen Stellungnahmen wie die folgenden, an denen wiederum Kritik geübt wurde: So hieß es beispielsweise, dass „ein Professor aus Costa Rica“, der einen „Sechs-Tage-Trip“ durch Deutschland unternähme und „(…)der kaum des Deutschen mächtig [sei]“
sich „(…)[er]dreiste(…)[den Deutschen] die Leviten zu lesen(…)“. Des Weiteren wurde unter der Überschrift „Der UN-Querulant aus Costa Rica“ vom Präsidenten des Lehrerverbandes gemutmaßt, dass die „Nörgeleien“ auf „Einflüsterungen“ zurückzuführen seien und „Widerrede eine patriotische Pflicht“ gegen die Verschwörung des „internationalen Gesamtschulkartells“ sei.
In einem Kommentar von Tanjev Schultz in der Süddeutschen Zeitung wurde an solchen Aussagen kritisiert, dass sich Deutschland wie ein „Schurkenstaat“ und einzelne Bildungspolitiker wie „Despoten“ verhalten hätten. Außerdem bemerkte Pascal Lechler in einem Kommentar der Tagesschau: Ebenso wie afrikanische Länder sich Besuche von Menschenrechtsbeobachtern aus Europa gefallen lassen müssen, dürften Menschenrechtsbeobachter mit einer Herkunft aus Costa Rica die Menschenrechtssituation in Deutschland begutachten.
Da eine offizielle Stellungnahme der Bundesregierung immer noch nicht erfolgt war, erneuerte der UN-Menschenrechtsinspektor Vernor Muñoz in Berlin im Juli 2007 anlässlich der internationalen Tagung der Lehrergewerkschaften seine Kritik am streng gegliederten Schulsystem Deutschlands, das Migrantenkinder und Kinder aus bildungsfernen Schichten benachteilige. Er rief die Bundesregierung auf, endlich auf die Kritik zu reagieren.
Die Gewerkschaft Erziehung und Wissenschaft (GEW) erklärte: Der Bundespräsident müsse eine nationale Bildungsdebatte anstoßen, falls die Politik weiter „gekränkt, aggressiv und überheblich“ auf Muñoz’ Kritik reagiere.